# 雲の墓標
『雲の墓標』（くものぼひょう）は、阿川弘之の小説。1956年に新潮社から出版された。
戦時中、特攻隊員になるべく訓練を積み、出撃していく海軍予備学生の苦悩を描いた作品で、阿川の代表作の一つである。
1957年に『雲の墓標より 空ゆかば』として映画化された。

## あらすじ
昭和18年、京都帝国大学の学生・吉野次郎は学友らと共に海軍に召集され、予科練に配属され、特攻隊員になるべく訓練を積み、やがて出撃していく。

## 映画
『雲の墓標より 空ゆかば』（くものぼひょうより そらゆかば）は、1957年制作の日本映画。製作は松竹。

### スタッフ
- 監督：堀内真直
- 脚本：堀内真直、高橋治
- 原作：阿川弘之
- 企画：小松秀雄
- 撮影：小原治夫
- 音楽：池田正義

### キャスト
- 吉野次郎：田村高廣
- 藤倉晶：田浦正巳
- 坂井哲夫：渡辺文雄
- 野本大尉：大木実
- 清水中尉：諸角啓二郎
- 深井蕗子：岸惠子
- 深井信則：十朱久雄
- 吉野幸右ヱ門：笠智衆
- 吉野キヌ：瀧花久子
- 坂井さち：高峰秀子
- 遠藤教授：永田靖
- 赤井教授：佐竹明夫
- 相沢軍医中尉：永井達郎
- 山田大尉：川喜多雄二
- 三田村大尉：菅佐原英一
- 加東飛行長：伊沢一郎
- 秋田飛行長：山路義人
- 浜田中尉：磯野秋雄
- 堀之内：田村保
- 萩少尉：内田良平
- 上総（桜花特攻隊員）：清川新吾
- 山崎（桜花特攻隊員）：木田勝二
- 石黒（下士）：中川一郎
- 下士：中山大介

## 石碑
鹿児島県出水市の特攻碑公園には1960年4月16日に建立された『雲の墓標』の石碑があり、毎年慰霊祭が開かれている。